# 石德铁路
石德铁路，中国境内由河北省石家庄市至山东省德州市之间的铁路线。沿途经河北藁城、晋州、辛集、深州、衡水等市县，正线全长181.9公里。在衡水与京九铁路交汇。

## 历史

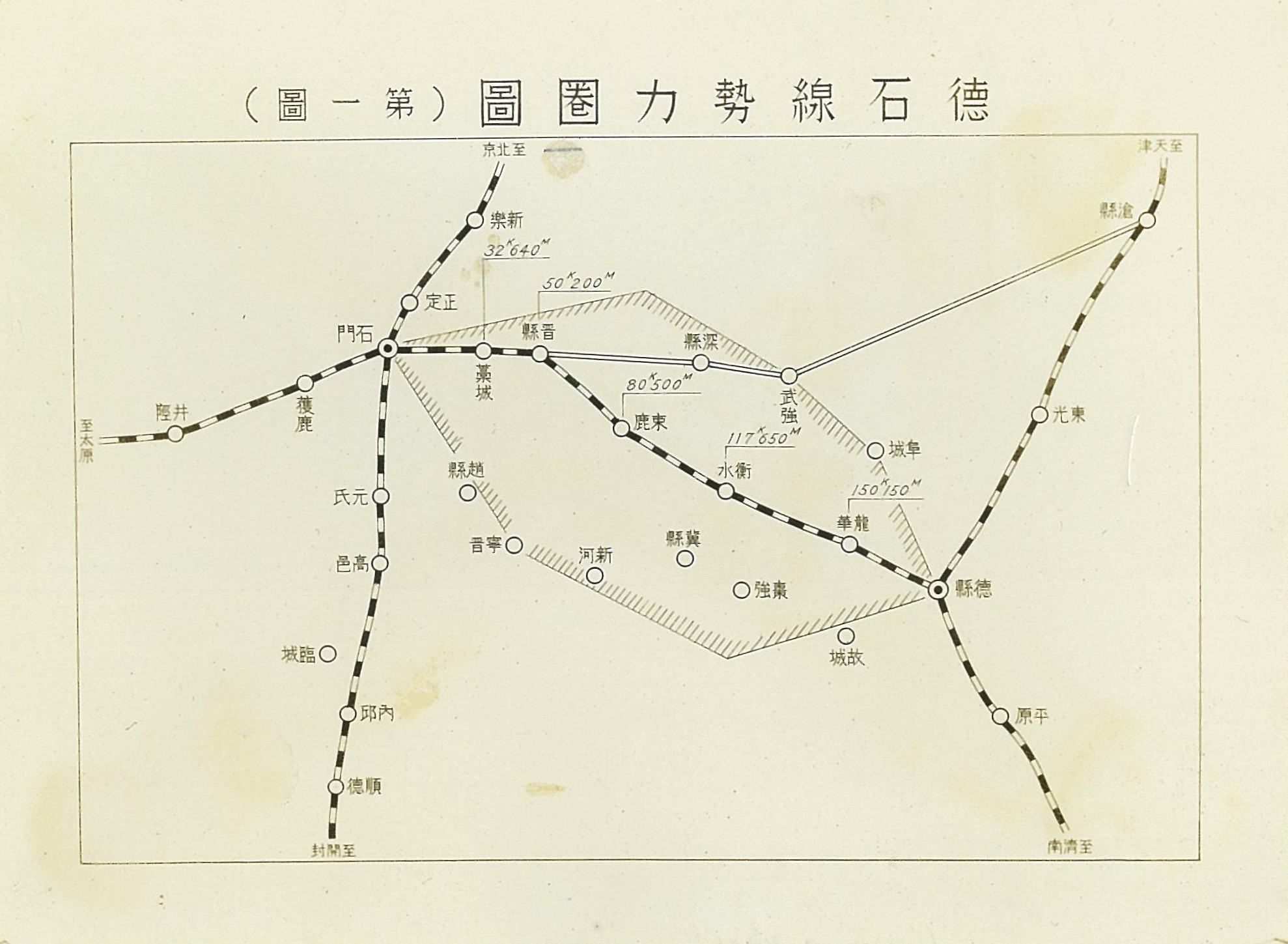
石德铁路綫路圖

石德铁路修建于1940年6月，1941年2月15日竣工交付，属于华北交通株式会社运营，西联正太铁路，东接京沪铁路，是山西省煤炭外运的重要通道。
1945年日本投降后，石德线被抗日军民拆毁，建制取消，铁路职员解散。石家庄解放后，1947年11月17日成立晋察冀边区铁路局，局长刘建章，石德铁路归其管辖，晋察冀边区铁路局开始组织修复石德铁路。1948年2月15日，石德铁路全程开通，改属石家庄铁路管理局。
复线工程于1975年3月开工，1982年12月11日，复线全线开通。2006年8月31日电气化工程开始，2008年10月1日全线电气化。

## 石德綫旧照

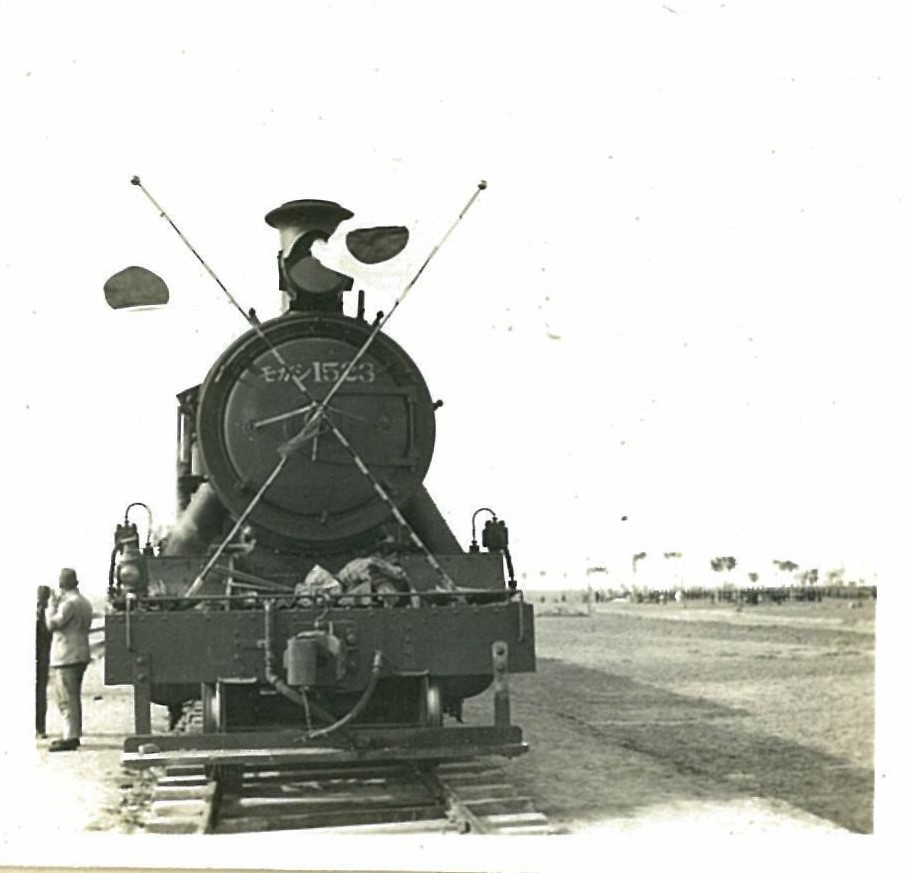
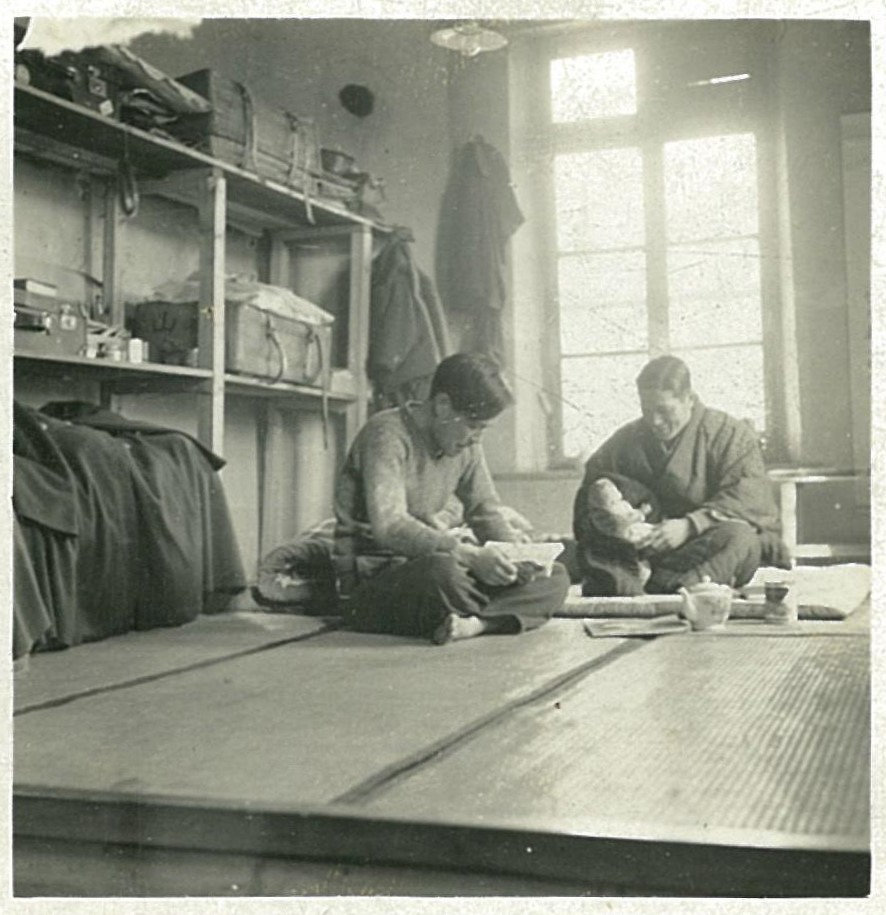
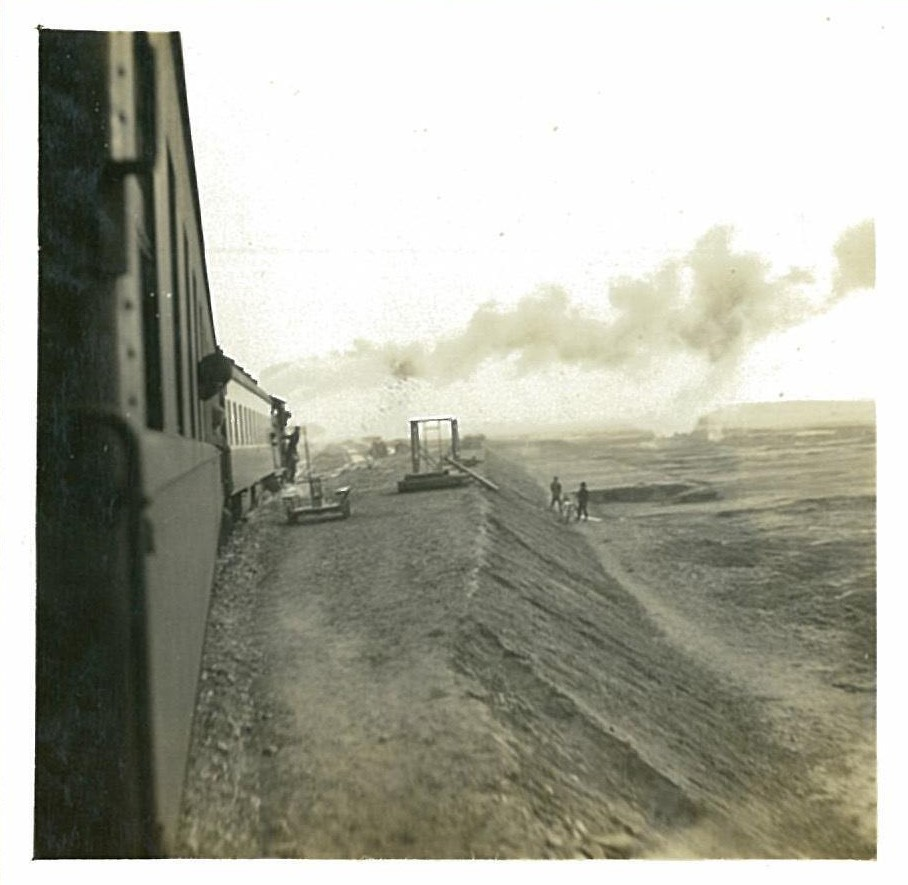
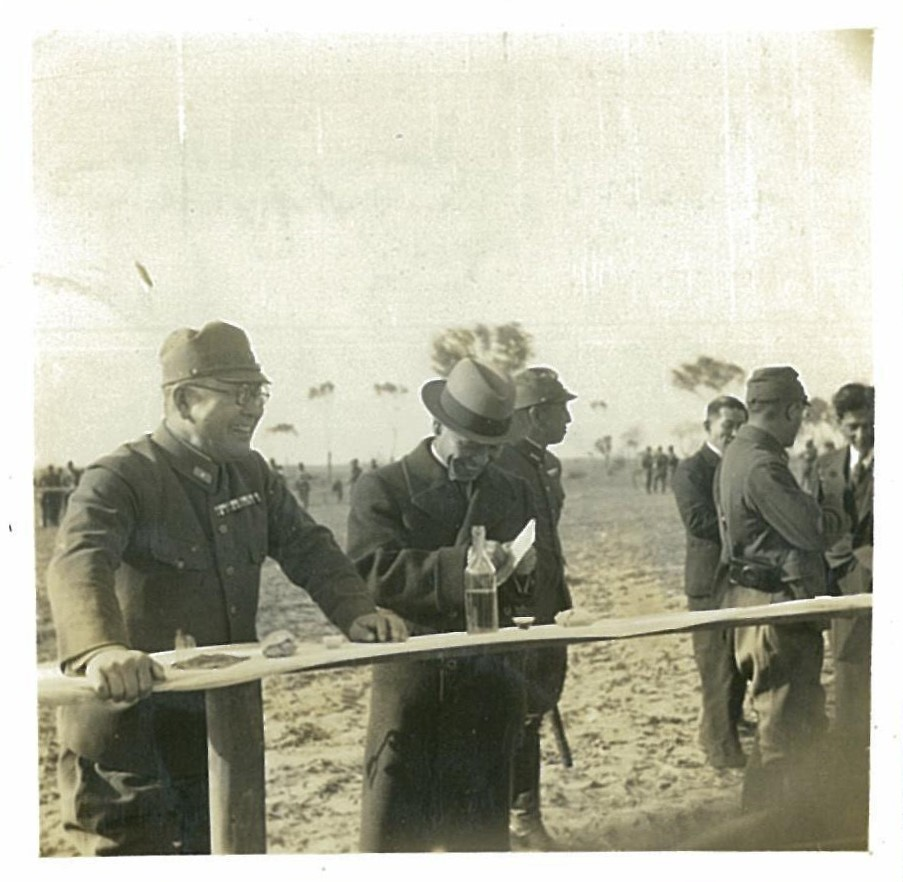
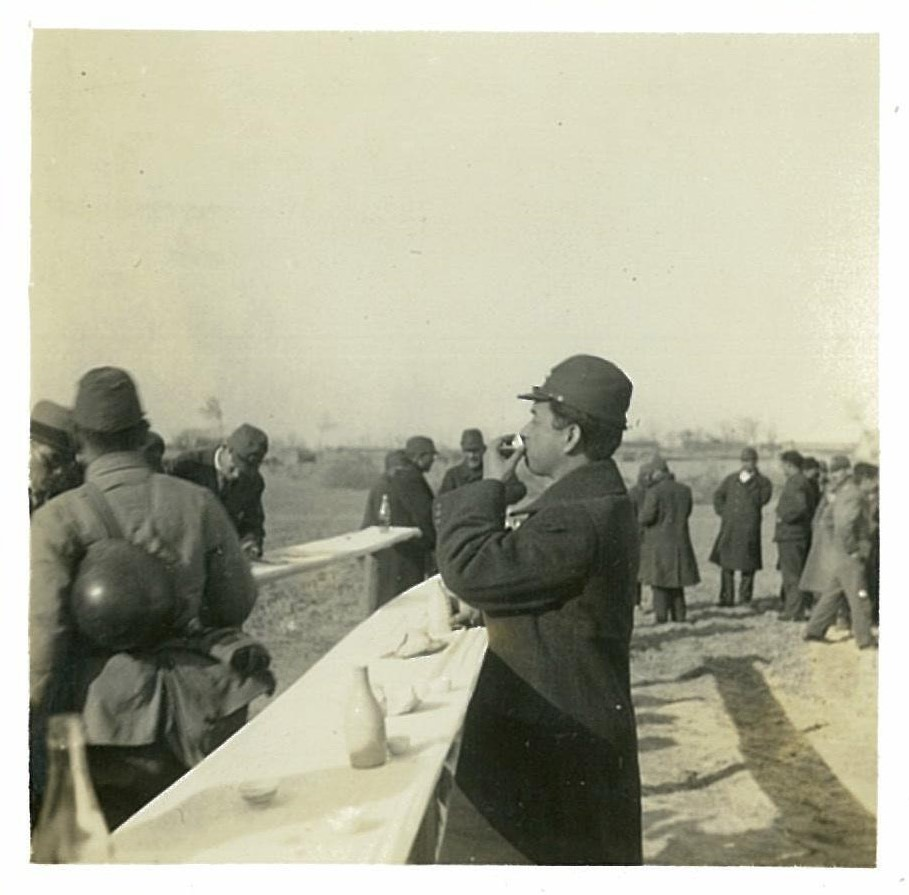
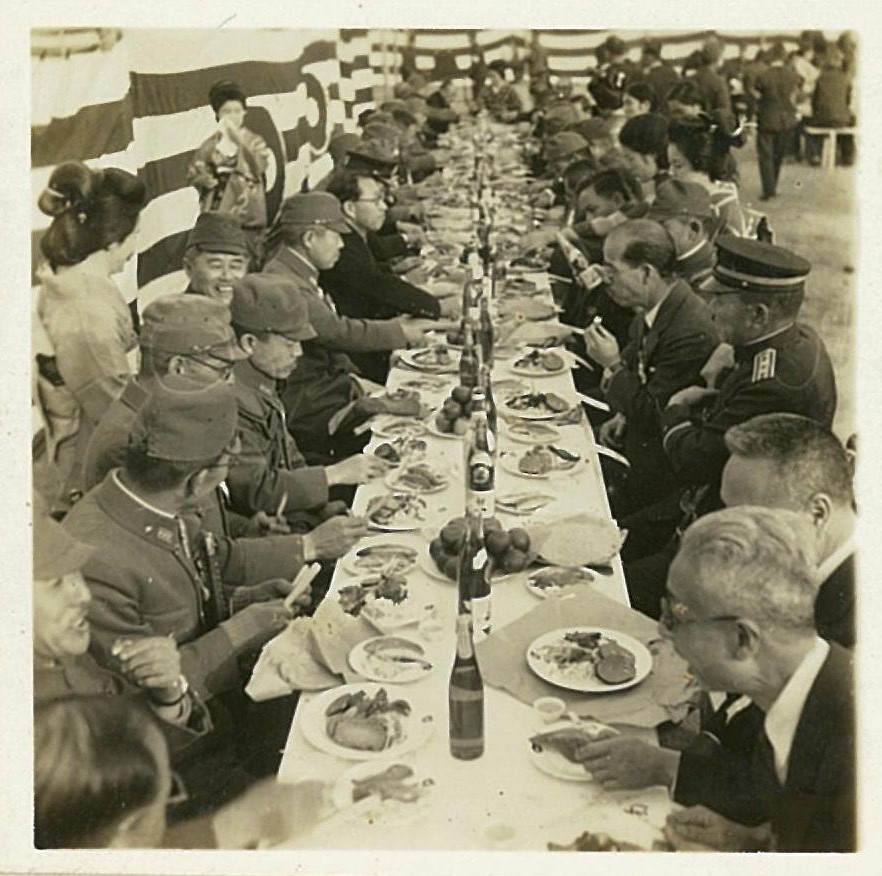
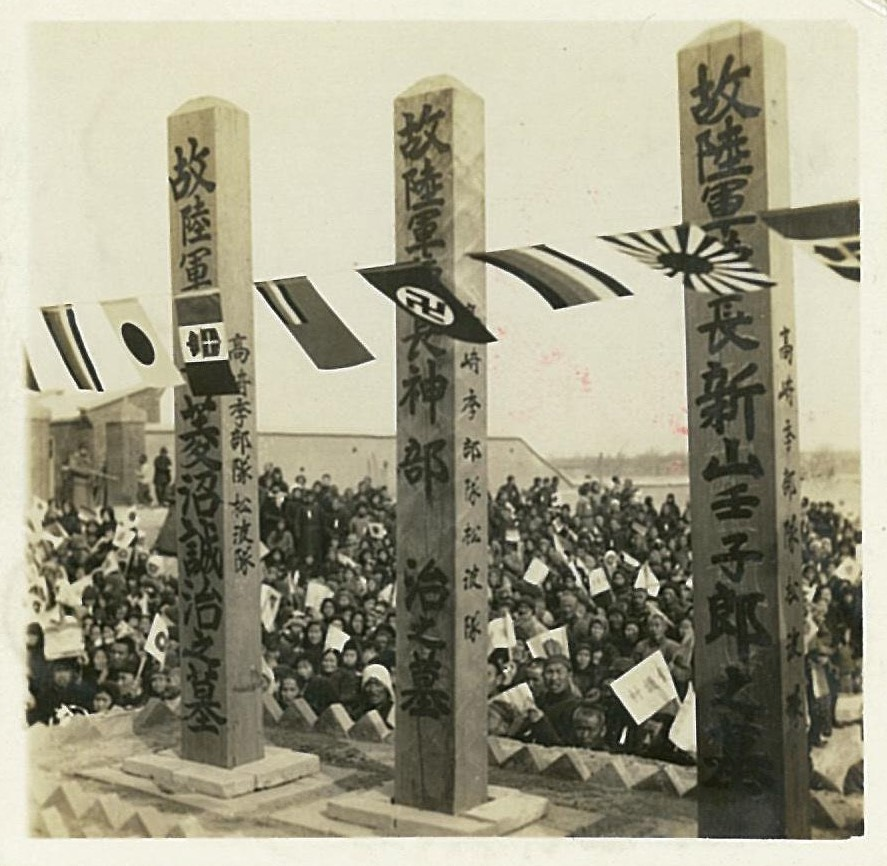
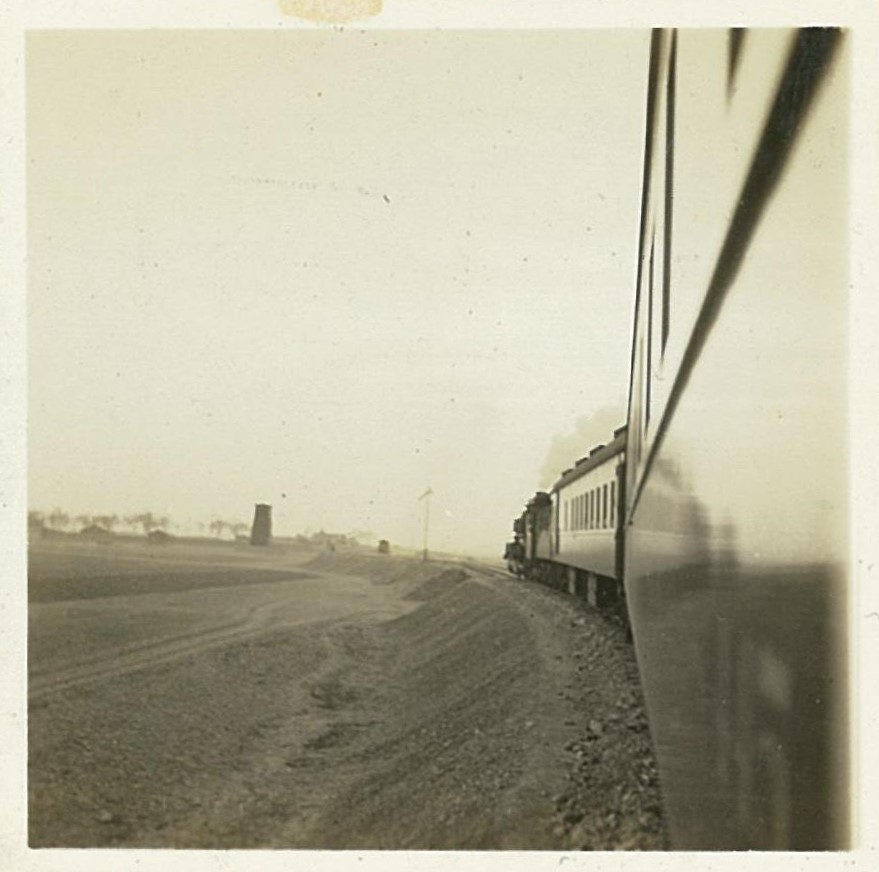
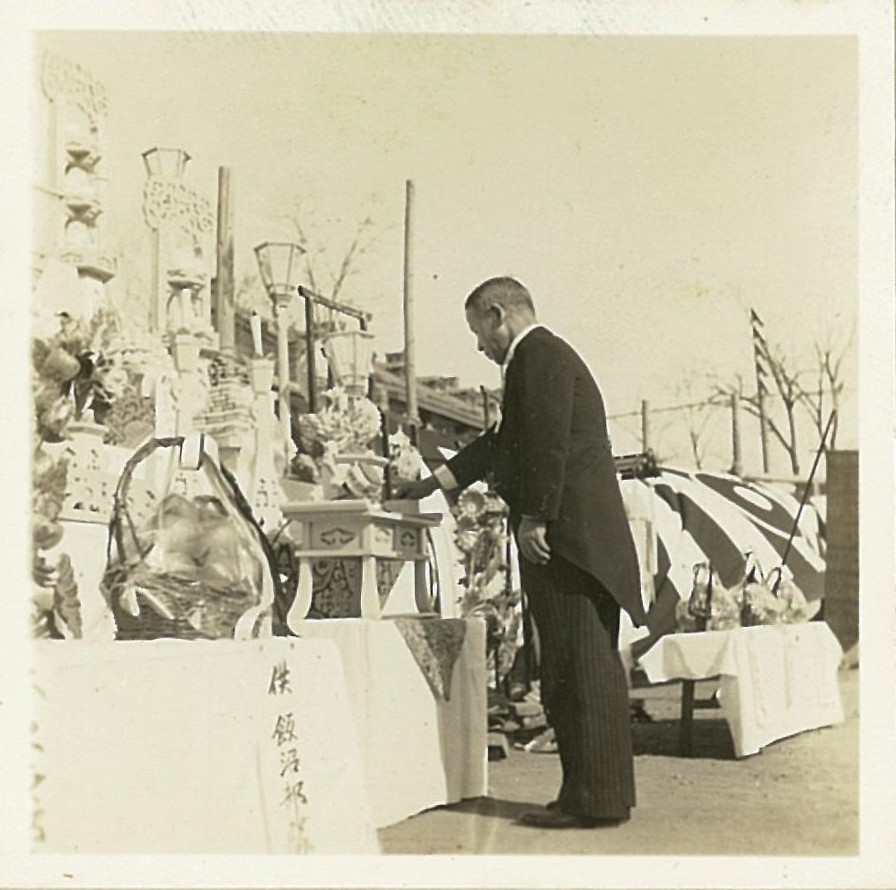
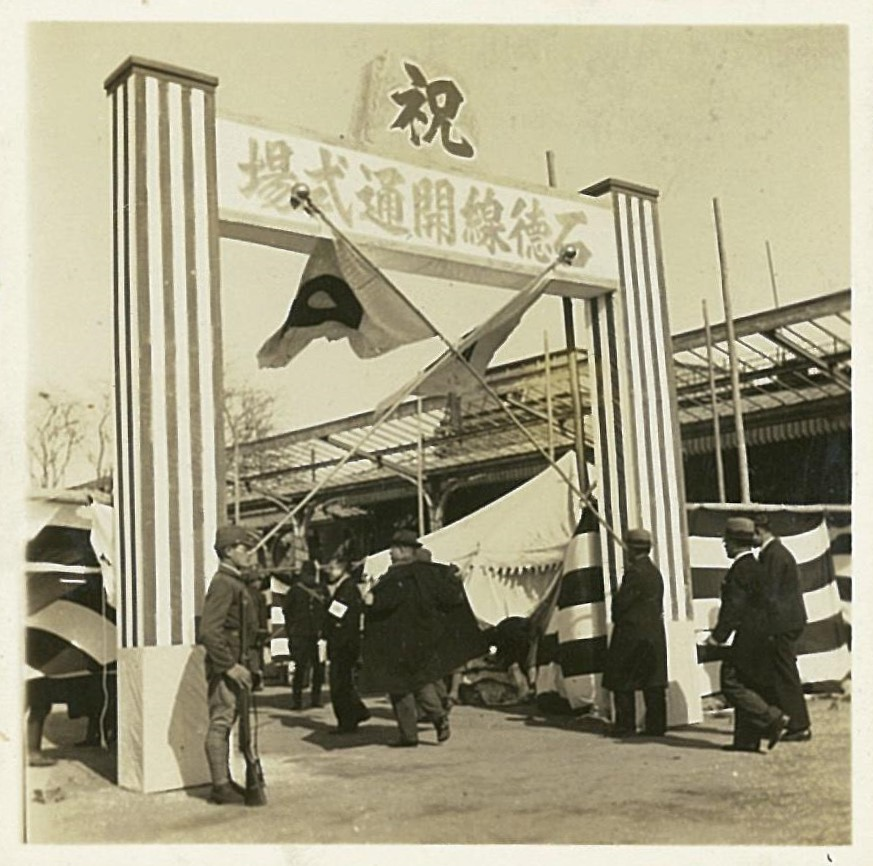
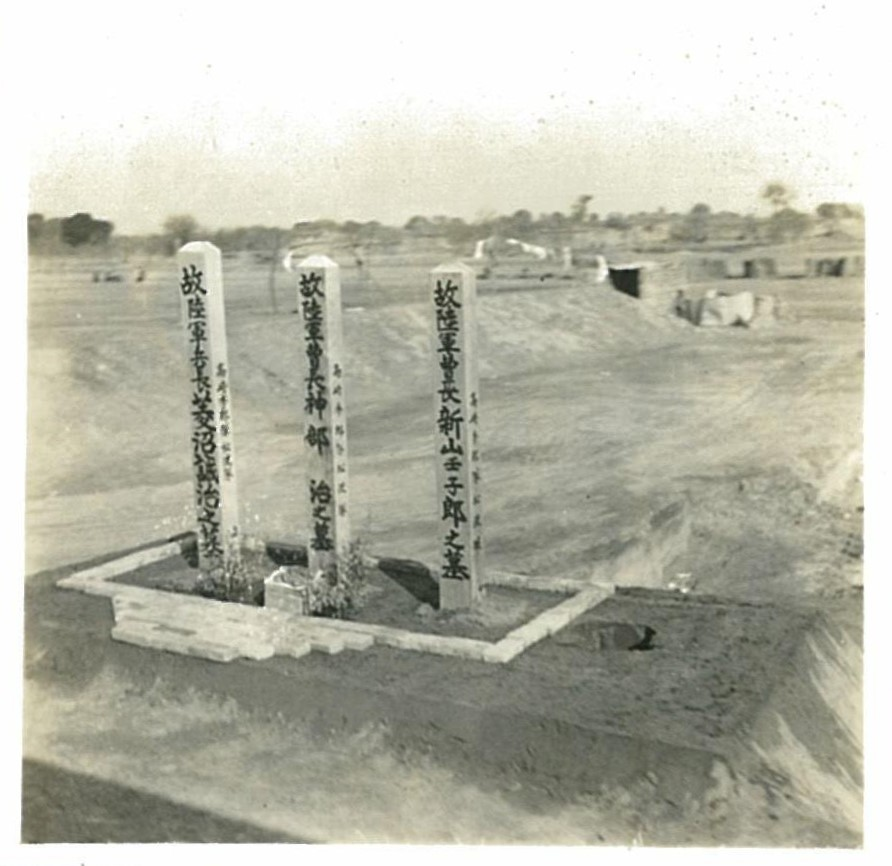
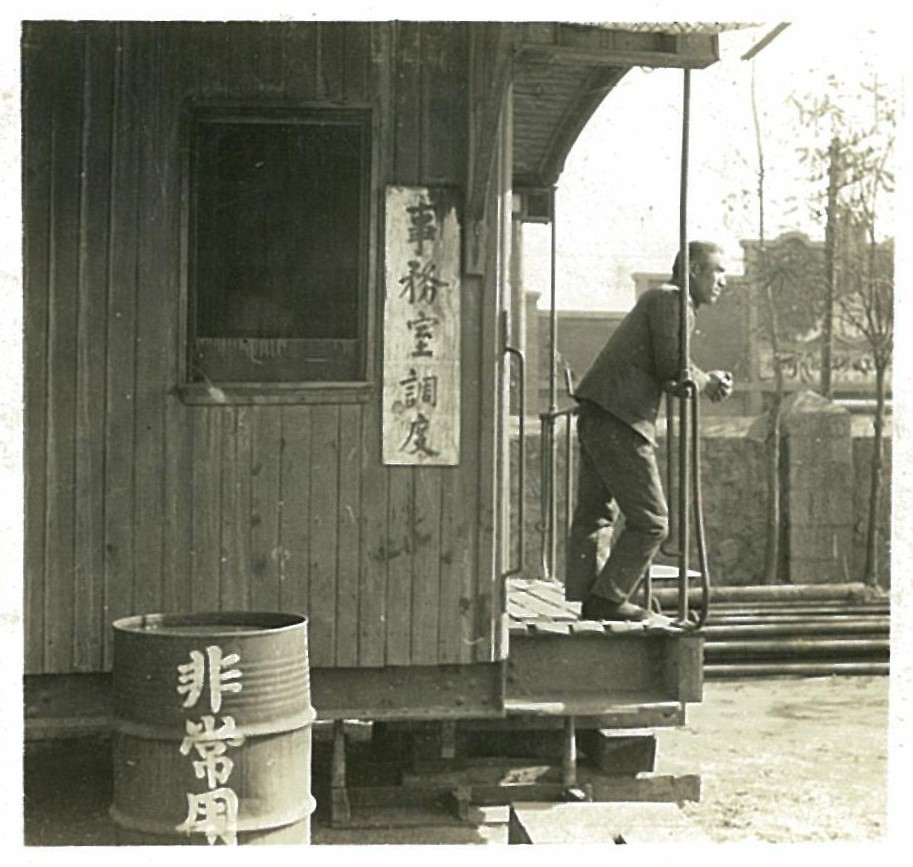

## 与其它铁路线的连接
- 石家庄站：京广铁路、石太铁路、石济客运专线
- 衡水站：京九铁路
- 德州站：京沪铁路